# Melissoptila hirsutula
Melissoptila hirsutula är en biart som beskrevs av Urban 1998. Melissoptila hirsutula ingår i släktet Melissoptila och familjen långtungebin. Inga underarter finns listade i Catalogue of Life.